# Liste der Geotope im Rems-Murr-Kreis
Diese sortierbare Liste der Geotope im Rems-Murr-Kreis enthält die Geotope des baden-württembergischen Rems-Murr-Kreises, die amtlichen Bezeichnungen für Namen und Nummern sowie deren geographische Lage. Die Geotope sind im Geotop-Kataster Baden-Württemberg dokumentiert und umfassen Aufschlüsse von Gesteinen, Böden, Mineralien und Fossilien sowie besondere Landschaftsteile.

## Liste
Im Landkreis sind 241 Geotope (Stand 4. Dezember 2021) vom Landesamt für Geologie, Rohstoffe und Bergbau (LGRB) ausgewiesen:
| Steckbrief Nr. (PDF) | Name                                                                                            | Geotoptyp                     | Gemeinde/Stadt, Gemarkung                     | Koordinaten                                               | Bild | Bemerkungen |
| -------------------- | ----------------------------------------------------------------------------------------------- | ----------------------------- | --------------------------------------------- | --------------------------------------------------------- | ---- | --- |
| 3110                 | Abbruchkante des Angulatensandsteins am südl. Ortsende von Alfdorf                              | Felsformation                 | Alfdorf                                       | 48° 50′ 29″ N, 9° 43′ 17,6″ O                             |      | Geologische Einheit: Angulatensandstein-Formation Status: geschützt (Naturdenkmal Abbruchkante des Angulatensandsteins)                                                                           |
| 3111                 | Wasserfall im Erlenwinkel S von Alfdorf                                                         | Wasserfall                    | Alfdorf                                       | 48° 50′ 21,6″ N, 9° 43′ 3,2″ O                            |      | Geologische Einheit: Angulatensandstein-Formation Status: geschützt (Naturdenkmal Wasserfall unterhalb der Kläranlage)                                                                            |
| 3112                 | Felsdurchbruch des Kühnbachs im Kieselsandstein S von Welzheim                                  | Felsformation                 | Alfdorf Gemarkung Pfahlbronn                  | 48° 50′ 14,6″ N, 9° 38′ 58,9″ O                           |      | Geologische Einheit: Bunte Mergel Status: geschützt (Naturdenkmal Felsdurchbruch des Kühnenbachs im Kieselsandstein)                                                                              |
| 3113                 | Felsengrotte am Fockenberg NW von Alfdorf                                                       | Felsformation                 | Alfdorf Gemarkung Pfahlbronn                  | 48° 52′ 32,6″ N, 9° 41′ 44,1″ O                           |      | Geologische Einheit: Stubensandstein Status: geschützt (Naturdenkmal Felsengrotte mit zwei Fichten und einer Buche)                                                                               |
| 3114                 | Hohler Stein WSW von Vordersteinenberg                                                          | Höhle                         | Alfdorf Gemarkung Vordersteinenberg           | 48° 52′ 33,3″ N, 9° 43′ 20,3″ O                           |      | Geologische Einheit: Stubensandstein Status: geschützt (Naturdenkmal Hohler Stein) |
| 3115                 | Aufg. Steinbruch im Ochsenhau im Gottschicksbachtal NE von Althütte                             | Aufschluss                    | Althütte Gemarkung Sechselberg                | 48° 55′ 43,3″ N, 9° 34′ 48,7″ O                           |      | Geologische Einheit: Stubensandstein Status: geschützt (Naturdenkmal Alter Steinbruch im Ochsenhau)                                                                                               |
| 3116                 | Aufg. Steinbruch beim Schliechenhöfle NE von Althütte                                           | Aufschluss                    | Althütte Gemarkung Sechselberg                | 48° 55′ 29,7″ N, 9° 34′ 41,7″ O                           |      | Geologische Einheit: Stubensandstein Status: geschützt (Naturdenkmal Pflanzenvorkommen im ehemaligen Steinbruchgelände)                                                                           |
| 3117                 | Aufg. Mergelgrube am Allmersbacher Weinberg im Gewann Greut                                     | Aufschluss                    | Aspach Gemarkung Allmersbach                  | 48° 59′ 57,3″ N, 9° 23′ 26,3″ O                           |      | Geologische Einheit: Bunte Mergel Status: geschützt (Naturdenkmal Mergelgrube am Allmersbacher Weinberg)                                                                                          |
| 3118                 | Doline in der Teufelsklinge N von Unterschöntal                                                 | Doline                        | Aspach Gemarkung Großaspach                   | 48° 57′ 18,7″ N, 9° 23′ 30,5″ O                           |      | Geologische Einheit: Grenze Oberer Muschelkalk Unterer Keuper Status: geschützt (Naturdenkmal Doline in der Teufelsklinge)                                                                        |
| 3119                 | Aufg. Mergelgrube am Weinberg im Gewann Steinburren NW von Kleinaspach                          | Aufschluss                    | Aspach Gemarkung Kleinaspach                  | 48° 59′ 51″ N, 9° 21′ 0,1″ O                              |      | Geologische Einheit: Bunte Mergel Status: geschützt (Naturdenkmal Mergelgrube am Weinberg) |
| 3120                 | Alte Steinbruchwand S von Nassach                                                               | Aufschluss                    | Aspach Gemarkung Rietenau                     | 49° 0′ 48,8″ N, 9° 24′ 56,8″ O                            |      | Geologische Einheit: Stubensandstein Status: geschützt (Naturdenkmal Heidegelände und alte Steinbruchwand)                                                                                        |
| 3121                 | Blockhalde am Talabhang des Däfernbaches N von Lutzenberg, ESE von Däfern                       | Landschaftselement            | Auenwald Gemarkung Lippoldsweiler             | 48° 55′ 15,7″ N, 9° 32′ 51″ O                             |      | Geologische Einheit: Bunte Mergel Stubensandstein Status: geschützt (Naturdenkmal Blockhalde am Talabhang des Däfernbaches)                                                                       |
| 3122                 | Klinge am Däfernbach N von Lutzenberg                                                           | Klinge                        | Auenwald Gemarkung Lippoldsweiler             | 48° 55′ 20,5″ N, 9° 32′ 51″ O                             |      | Geologische Einheit: Gipskeuper Status: geschützt (Naturdenkmal Klinge am Däfernbach) |
| 3123                 | Böschungsaufschluss (Hohlweg) N von Oberbrüden                                                  | Landschaftselement            | Auenwald Gemarkung Oberbrüden                 | 48° 57′ 34″ N, 9° 30′ 15,2″ O                             |      | Geologische Einheit: Gipskeuper Status: geschützt (Naturdenkmal Hohlweg östlich des Friedhofs) |
| 3124                 | Dolinen im Waldgebiet Kreuzhau NE von Backnang-Plattenwald                                      | Dolinen                       | Backnang                                      | 48° 57′ 52,4″ N, 9° 27′ 36,1″ O                           |      | Geologische Einheit: Unterer Keuper Status: geschützt (Naturdenkmal Dolinen im Osten des Plattenwaldes)                                                                                           |
| 3125                 | Hangböschung/Felswand im N Stadtbereich von Backnang                                            | Aufschluss                    | Backnang                                      | 48° 57′ 18,3″ N, 9° 25′ 36,3″ O                           |      | Geologische Einheit: Oberer Muschelkalk Status: geschützt (Naturdenkmal Ehemaliger Prallhang der Murr mit Kastanie)                                                                               |
| 3126                 | Steil-/Prallhang der Murr in Backnang                                                           | Aufschluss                    | Backnang                                      | 48° 56′ 56,7″ N, 9° 26′ 22,3″ O                           |      | Geologische Einheit: Oberer Muschelkalk Status: geschützt (Naturdenkmal Muschelkalk-Felswand mit Gehölz und Eiche)                                                                                |
| 3127                 | Prallhang der Weissach bei Sachsenweiler                                                        | Aufschluss                    | Backnang                                      | 48° 56′ 30,8″ N, 9° 27′ 44,6″ O                           |      | Geologische Einheit: Oberer Muschelkalk Status: geschützt (Naturdenkmal Steilhang im Weissachtal)                                                                                                 |
| 3128                 | Doline Katzenloch NE von Burgstetten                                                            | Doline                        | Backnang                                      | 48° 56′ 21,5″ N, 9° 22′ 48,7″ O                           |      | Geologische Einheit: Oberer Muschelkalk Status: geschützt (Naturdenkmal Dolinenfeld in Mittelschöntal)                                                                                            |
| 3129                 | Aufg. Steinbruch WNW von Maubach beim Bhf. Maubach                                              | Aufschluss                    | Backnang Gemarkung Maubach                    | 48° 55′ 41″ N, 9° 24′ 49,8″ O                             |      | Geologische Einheit: Oberer Muschelkalk Status: geschützt (Naturdenkmal Flurgehölz an einer Wegböschung)                                                                                          |
| 3130                 | Aufg. Steinbruch im Rotenbühl-Wald E von Nellmersbach                                           | Aufschluss                    | Backnang Gemarkung Waldrems                   | 48° 54′ 9,4″ N, 9° 26′ 2,7″ O                             |      | Geologische Einheit: Schilfsandstein Status: geschützt (Naturdenkmal Ehemaliger Schilfsandsteinbruch)                                                                                             |
| 3131                 | Steinbruch im Salenhau SE von Kottweil, SSW von Birkenweißbuch                                  | Aufschluss                    | Berglen Gemarkung Vorderweissbuch             | 48° 50′ 18,6″ N, 9° 28′ 52,3″ O                           |      | Geologische Einheit: Stubensandstein Status: geschützt (Naturdenkmal Schlucht und ehemaliger Steinbruch im Kieselsandstein)                                                                       |
| 3132                 | Lochklinge WSW von Öschelbronn                                                                  | Klinge                        | Berglen Gemarkung Öschelbronn                 | 48° 53′ 1,8″ N, 9° 27′ 25,5″ O                            |      | Geologische Einheit: Schilfsandstein Bunte Mergel Status: geschützt (Naturdenkmal Lochklinge) |
| 3133                 | Hangböschung ca. 500 m E von Steinach                                                           | Aufschluss                    | Berglen Gemarkung Steinach                    | 48° 50′ 28,9″ N, 9° 27′ 38,9″ O                           |      | Geologische Einheit: Stubensandstein Status: geschützt (Naturdenkmal Wegböschung mit Aufschluß des Fleinsteins, Eiche und Steppenheide)                                                           |
| 3134                 | Aufg. Steinbruch ca. 500 m N von Streich                                                        | Aufschluss                    | Berglen Gemarkung Vorderweißbuch              | 48° 51′ 0,7″ N, 9° 30′ 3,9″ O                             |      | Geologische Einheit: Stubensandstein Status: geschützt (Naturdenkmal Felsbildung des Fleinsteins mit Gehölz)                                                                                      |
| 3135                 | Dolinen im Schafrain im Gewann Weiherbrunnen ENE von Erbstetten                                 | Dolinen                       | Burgstetten Gemarkung Erbstetten              | 48° 55′ 53,4″ N, 9° 24′ 25,3″ O                           |      | Geologische Einheit: Grenze Oberer Muschelkalk Unterer Keuper Status: geschützt (Naturdenkmal Dolinen im Wald östlich Erbstetten)                                                                 |
| 3136                 | Versinkung des Söllbachs S von Erbstetten                                                       | Landschaftselement            | Burgstetten Gemarkung Erbstetten              | 48° 55′ 13,1″ N, 9° 23′ 21,1″ O                           |      | Geologische Einheit: Grenze Oberer Muschelkalk Unterer Keuper Status: geschützt (Naturdenkmal Söllbachschwinde)                                                                                   |
| 3137                 | Dolinen im Birkenwald E von Erbstetten                                                          | Dolinen                       | Burgstetten Gemarkung Erbstetten              | 48° 55′ 33,2″ N, 9° 24′ 52,7″ O                           |      | Geologische Einheit: Grenze Oberer Muschelkalk Unterer Keuper Status: geschützt (Naturdenkmal Söllbachschwinde)                                                                                   |
| 3138                 | Oberer Teil der Mohrklinge N von Oberfischbach                                                  | Klinge                        | Großerlach                                    | 49° 3′ 25,3″ N, 9° 29′ 51,6″ O                            |      | Geologische Einheit: Stubensandstein Status: geschützt (Naturdenkmal Oberer Teil der Mohrklinge)                                                                                                  |
| 3139                 | Klinge SE von Kleinerlach                                                                       | Klinge                        | Großerlach                                    | 49° 3′ 25,2″ N, 9° 30′ 11,3″ O                            |      | Geologische Einheit: Stubensandstein Status: geschützt (Naturdenkmal Klinge südöstlich Kleinerlach)                                                                                               |
| 3140                 | Aufg. Steinbruch im Gewann Oberfeld W von Großerlach                                            | Aufschluss                    | Großerlach                                    | 49° 3′ 5,8″ N, 9° 30′ 12,6″ O                             |      | Geologische Einheit: Psilonotenton-Formation Status: geschützt (Naturdenkmal Ehemaliger Steinbruch im Lias und Gehölz)                                                                            |
| 3141                 | Gallengrotten W von Kaisersbach, N des Ebnisees                                                 | Landschaftselement            | Kaisersbach                                   | 48° 55′ 58,9″ N, 9° 36′ 31,1″ O                           |      | Geologische Einheit: Stubensandstein Status: geschützt (Naturdenkmal Gallengrotte) |
| 3142                 | Keuperschlucht W von Grasgehren                                                                 | Klinge                        | Kaisersbach                                   | 48° 55′ 1,8″ N, 9° 35′ 50,1″ O                            |      | Geologische Einheit: Stubensandstein Status: geschützt (Naturdenkmal Keuperschlucht westlich Grasgehren)                                                                                          |
| 3143                 | Keuperschlucht S von Grasgehren                                                                 | Klinge                        | Kaisersbach                                   | 48° 54′ 51,5″ N, 9° 35′ 52,4″ O                           |      | Geologische Einheit: Stubensandstein Status: geschützt (Naturdenkmal Keuperschlucht südlich Grasgehren)                                                                                           |
| 3144                 | Oberes Strümpfelbachtal E von Althütte                                                          | Landschaftselement            | Kaisersbach                                   | 48° 54′ 15,1″ N, 9° 35′ 15,2″ O                           |      | Geologische Einheit: Schichtenfolge Untere Bunte Mergel bis Stubensandstein Status: mit geschützt (NSG Strümpfelbachtal)                                                                          |
| 3145                 | Steudlesklinge zwischen Kernen und Katzenkopf E von Uhlbach                                     | Klinge                        | Kernen im Remstal Gemarkung Stetten           | 48° 46′ 46,6″ N, 9° 19′ 12,3″ O                           |      | Geologische Einheit: Stubensandstein Status: geschützt (Naturdenkmal Steudlesklinge) |
| 3146                 | Aussichtspunkt Sieben Linden SE von Stetten im Remstal                                          | Landschaftselement            | Kernen im Remstal Gemarkung Stetten           | 48° 47′ 9,7″ N, 9° 20′ 47,5″ O                            |      | Geologische Einheit: Bunte Mergel Status: geschützt (Naturdenkmal Aussichtspunkt "Sieben Linden")                                                                                                 |
| 3147                 | Aufg. Steinbruch SSW von Stetten im Remstal                                                     | Aufschluss                    | Kernen im Remstal Gemarkung Stetten           | 48° 46′ 26,1″ N, 9° 20′ 8,5″ O                            |      | Geologische Einheit: Schilfsandstein Status: geschützt (Naturdenkmal Ehemaliger Schilfsandsteinbruch)                                                                                             |
| 3148                 | Doline im Waldgebiet Büchle mit Wasserlauf und Schluckloch N Kirchberg an der Murr              | Doline                        | Kirchberg an der Murr                         | 48° 57′ 18,6″ N, 9° 20′ 35″ O                             |      | Geologische Einheit: Unterer Keuper Status: geschützt (Naturdenkmal Wasserlauf mit Schluckloch und Dolinen)                                                                                       |
| 3149                 | Dolinen im Backnanger Wald östlich von Kirchberg an der Murr                                    | Dolinen                       | Kirchberg an der Murr                         | 48° 56′ 40,9″ N, 9° 21′ 33,7″ O                           |      | Geologische Einheit: Unterer Keuper Status: geschützt (Naturdenkmal Dolinen am Hungerberg und im Backnanger Wald)                                                                                 |
| 3150                 | Aufg. Steinbruch NNW vom Burgstall an der Straße nach Kirchberg an der Murr                     | Aufschluss                    | Kirchberg an der Murr                         | 48° 56′ 23,1″ N, 9° 21′ 35″ O                             |      | Geologische Einheit: Oberer Muschelkalk Status: geschützt (Naturdenkmal Flurgehölz in ehemaligem Steinbruch)                                                                                      |
| 3151                 | Geisterhöhle am oberen Murr-Prallhang S Kirchberg an der Murr                                   | Höhle                         | Kirchberg an der Murr                         | 48° 56′ 3,1″ N, 9° 20′ 49,2″ O                            |      | Geologische Einheit: Oberer Muschelkalk Status: geschützt (Naturdenkmal Klinge der Geisterhöhle u.anschließendes Murrufer)                                                                        |
| 3152                 | Dolinen am Hungerberg und im Backnanger Wald N von Burgstetten                                  | Dolinen                       | Kirchberg an der Murr                         | 48° 56′ 59,3″ N, 9° 21′ 55,9″ O                           |      | Geologische Einheit: Grenze Oberer Muschelkalk Unterer Keuper Status: geschützt (Naturdenkmal Dolinen am Hungerberg und im Backnanger Wald)                                                       |
| 3153                 | Mergelgrube am südl. Korber Kopf N von Korb                                                     | Aufschluss                    | Korb                                          | 48° 51′ 3,2″ N, 9° 21′ 46″ O                              |      | Geologische Einheit: Bunte Mergel Status: geschützt (Naturdenkmal Südwestabhang des Korber Kopfs)                                                                                                 |
| 3154                 | Wegböschung am Osthang des Korber Kopfes W von Hanweiler                                        | Aufschluss                    | Korb                                          | 48° 51′ 15,4″ N, 9° 22′ 15,5″ O                           |      | Geologische Einheit: Bunte Mergel Status: geschützt (Naturdenkmal Geologischer Aufschluss und Steppenheide über den Weinbergen)                                                                   |
| 3155                 | Aufg. Steinbruch ENE Korb bei der Waiblinger Seite                                              | Aufschluss                    | Korb                                          | 48° 50′ 44,6″ N, 9° 22′ 49,6″ O                           |      | Geologische Einheit: Stubensandstein Status: geschützt (Naturdenkmal Stubensandsteinbrüche mit Höhlen und einer Linde)                                                                            |
| 3156                 | Felsböschung im Gewann Heiden N von Fornsbach                                                   | Aufschluss                    | Murrhardt Gemarkung Fornsbach                 | 48° 59′ 9,7″ N, 9° 38′ 10,8″ O                            |      | Geologische Einheit: Schilfsandstein Status: geschützt (Naturdenkmal Felskante des Schilfsandsteins)                                                                                              |
| 3157                 | Aufg. Steinbruch bei Beilsbach                                                                  | Aufschluss                    | Murrhardt Gemarkung Fornsbach                 | 48° 59′ 3,8″ N, 9° 38′ 28,9″ O                            |      | Geologische Einheit: Schilfsandstein Status: geschützt (Naturdenkmal Alter Steinbruch) |
| 3158                 | Klinge des Gehrnbachs NW Kaisersbach, SE von Hinterwestermurr                                   | Klinge                        | Murrhardt Gemarkung Fornsbach                 | 48° 56′ 27,5″ N, 9° 36′ 15,7″ O                           |      | Geologische Einheit: Stubensandstein Status: geschützt (Naturdenkmal Klinge des Gehrnbachs) |
| 3159                 | Schluchtbereich Steinhäusle N von Kaisersbach                                                   | Landschaftselement            | Murrhardt Gemarkung Kirchenkirnberg           | 48° 56′ 23,5″ N, 9° 38′ 40,6″ O                           |      | Geologische Einheit: Stubensandstein Status: mit geschützt (NSG Steinhäusle) |
| 3160                 | Grosse Platte NE Kaisersbach, NW vom Mönchhof                                                   | Felsformation                 | Murrhardt Gemarkung Kirchenkirnberg           | 48° 56′ 33″ N, 9° 39′ 13,7″ O                             |      | Geologische Einheit: Angulatensandstein-Formation Status: mit geschützt (NSG Steinhäusle) |
| 3161                 | Mordklinge NW von Kirchenkirnberg                                                               | Klinge                        | Murrhardt Gemarkung Kirchenkirnberg           | 48° 57′ 47,1″ N, 9° 40′ 20,5″ O                           |      | Geologische Einheit: Bunte Mergel Status: geschützt (Naturdenkmal Mordklinge) |
| 3162                 | Teufelsmauer E von Murrhardt                                                                    | Landschaftselement            | Murrhardt                                     | 48° 58′ 43″ N, 9° 35′ 47,8″ O                             |      | Geologische Einheit: Schilfsandstein Status: geschützt (Naturdenkmal Teufelsmauer) |
| 3163                 | Aufg. Steinbruch SW Murrhardt, W der Straße Waltersberg-Murrhardt E von Waltersberg             | Aufschluss                    | Murrhardt                                     | 48° 58′ 1,5″ N, 9° 33′ 51,8″ O                            |      | Geologische Einheit: Stubensandstein Bunte Mergel Status: geschützt (Naturdenkmal Alter Steinbruch)                                                                                               |
| 3164                 | Franzenklinge SE von Murrhardt                                                                  | Klinge                        | Murrhardt                                     | 48° 58′ 11,6″ N, 9° 34′ 37,1″ O                           |      | Geologische Einheit: Gipskeuper Bunte Mergel Status: geschützt (Naturdenkmal Franzenklinge) |
| 3165                 | Felsenmeer am Hang des Rißbergs SE Murrhardt                                                    | Landschaftselement            | Murrhardt                                     | 48° 58′ 16,8″ N, 9° 35′ 27,8″ O                           |      | Geologische Einheit: Stubensandstein Status: geschützt (Naturdenkmal Felsenmeer) |
| 3166                 | Murr-Ursprung am SE-Ortsende von Vorderwestermurr                                               | Quelle                        | Murrhardt                                     | 48° 57′ 11,6″ N, 9° 35′ 4,5″ O                            |      | Geologische Einheit: Stubensandstein Status: geschützt (Naturdenkmal Murr-Ursprung und Gehölz) |
| 3167                 | Schlucht der oberen Murr mit Wasserfällen bei der Westermurrer Mühle                            | Klinge Wasserfall             | Murrhardt                                     | 48° 57′ 6,6″ N, 9° 35′ 27,5″ O                            |      | Geologische Einheit: Geologische Einheit: Bunte Mergel Status: geschützt (Naturdenkmal Schlucht der oberen Murr mit Wasserfällen)                                                                 |
| 3168                 | Untere Hörschbachklinge mit Wasserfall SW von Murrhardt                                         | Klinge Wasserfall             | Murrhardt                                     | 48° 58′ 15,2″ N, 9° 33′ 12,6″ O                           |      | Geologische Einheit: Gipskeuper Status: mit geschützt (NSG Hörschbachschlucht) |
| 3169                 | Hinterer Wasserfall des Hörschbach NW vom Hörschkopf                                            | Wasserfall                    | Murrhardt                                     | 48° 57′ 26,8″ N, 9° 32′ 45″ O                             |      | Geologische Einheit: Bunte Mergel Status: mit geschützt (NSG Hörschbachschlucht) |
| 3170                 | Aufg. Steinbruch bei Oppenweiler ca. 500 m NE des Ortsteils Ellenweiler                         | Aufschluss                    | Oppenweiler                                   | 49° 0′ 0″ N, 9° 28′ 48,1″ O                               |      | Geologische Einheit: Oberer Muschelkalk Status: geschützt (Naturdenkmal Alter Steinbruch) |
| 3171                 | Doline mit Bachlauf und Bachversickerung im Waldgebiet Reut N von Backnang, S von Oppenweiler   | Doline                        | Oppenweiler                                   | 48° 57′ 58,9″ N, 9° 27′ 36,1″ O                           |      | Geologische Einheit: Gipskeuper Status: geschützt (Naturdenkmal Doline mit Bachlauf und Bachschwinde)                                                                                             |
| 3172                 | Aufg. Steinbruch im Waldgebiet Reut S Zell, S von Oppenweiler                                   | Aufschluss                    | Oppenweiler                                   | 48° 58′ 2,1″ N, 9° 27′ 40,1″ O                            |      | Geologische Einheit: Oberer Muschelkalk Status: geschützt (Naturdenkmal Aufschluß des Muschelkalks)                                                                                               |
| 3173                 | Felsenklinge im Eibenhau beim Eibenhof WSW von Breitenfürst                                     | Klinge                        | Plüderhausen                                  | 48° 51′ 6,3″ N, 9° 36′ 33,9″ O                            |      | Geologische Einheit: Stubensandstein Status: geschützt (Naturdenkmal Felsenklinge beim Eibenhof)                                                                                                  |
| 3174                 | Kuderklinge SW von Walkersbach, E vom Plüderswiesenhof                                          | Klinge                        | Plüderhausen                                  | 48° 50′ 5,3″ N, 9° 36′ 46,9″ O                            |      | Geologische Einheit: Bunte Mergel Stubensandstein Status: geschützt (Naturdenkmal Kuderklinge mit Eiche)                                                                                          |
| 3175                 | Geiststein im obersten Lützelbachtal NE von Urbach                                              | Felsformation                 | Plüderhausen                                  | 48° 50′ 5,8″ N, 9° 37′ 19,8″ O                            |      | Geologische Einheit: Stubensandstein Status: geschützt (Naturdenkmal Geiststein) |
| 3176                 | Drei Klingen mit Felsbildungen W von Walkersbach                                                | Klingen                       | Plüderhausen                                  | 48° 50′ 14,7″ N, 9° 37′ 46,8″ O                           |      | Geologische Einheit: Stubensandstein Status: geschützt (Naturdenkmal 3 Klingen mit Felsbildungen)                                                                                                 |
| 3177                 | Felsenklinge SW von Walkersbach                                                                 | Klinge                        | Plüderhausen                                  | 48° 50′ 0,2″ N, 9° 37′ 35,9″ O                            |      | Geologische Einheit: Stubensandstein Status: geschützt (Naturdenkmal Felsenklinge im Breitergehren)                                                                                               |
| 3178                 | Aufg. Steinbruch auf der Vogelbauern-Ebene E von Plüderhausen                                   | Aufschluss                    | Plüderhausen                                  | 48° 47′ 49,2″ N, 9° 38′ 9,5″ O                            |      | Geologische Einheit: Stubensandstein Status: geschützt (Naturdenkmal Alte Sandgrube mit Tümpel)                                                                                                   |
| 3179                 | Felswände des Fleinsteins N Grunbach (aufg. Steinbruch) an der Straße Buoch-Grunbach            | Aufschluss                    | Remshalden Gemarkung Grunbach                 | 48° 49′ 42,7″ N, 9° 24′ 39,5″ O                           |      | Geologische Einheit: Stubensandstein Status: geschützt (Naturdenkmal Felswände des Fleinsteins mit angrenzendem Waldstück)                                                                        |
| 3180                 | Aufg. Steinbruch in der Klinge des Grunbachs N von Grunbach                                     | Aufschluss                    | Remshalden Gemarkung Grunbach                 | 48° 49′ 42″ N, 9° 24′ 53,7″ O                             |      | Geologische Einheit: Stubensandstein Bunte Mergel Status: geschützt (Naturdenkmal Klinge und Wasserfall des Grunbachs)                                                                            |
| 3181                 | Wasserfall des Grunbachs NNW von Grunbach                                                       | Wasserfall                    | Remshalden Gemarkung Grunbach                 | 48° 49′ 37,8″ N, 9° 24′ 46,8″ O                           |      | Geologische Einheit: Bunte Mergel Status: geschützt (Naturdenkmal Klinge und Wasserfall des Grunbachs)                                                                                            |
| 3182                 | Quelle mit Kalksinterbildung im Eichwald und anschließender Klinge N von Grunbach               | Aufschluss                    | Remshalden Gemarkung Grunbach                 | 48° 49′ 45,8″ N, 9° 25′ 13,8″ O                           |      | Geologische Einheit: Stubensandstein Status: geschützt (Naturdenkmal Quelle m.Kalksinterbildung u.anschließender Klinge)                                                                          |
| 3183                 | Aufg. Steinbruch im Gewann Schlampenäcker N von Krehwinkel                                      | Aufschluss                    | Rudersberg Gemarkung Asperglen                | 48° 51′ 52,3″ N, 9° 30′ 49″ O                             |      | Geologische Einheit: Stubensandstein Status: geschützt (Naturdenkmal Fleinsteinbruch und große Kiefer)                                                                                            |
| 3184                 | Quelle mit Felsbildung aus Sinterkalk im Bachbett des Glasofenbachs NW von Rudersberg           | Quelle                        | Rudersberg                                    | 48° 53′ 41,7″ N, 9° 30′ 54,6″ O                           |      | Geologische Einheit: Gipskeuper Status: geschützt |
| 3185                 | Juxkopf mit Höhle N von Rudersberg                                                              | Landschaftselement            | Rudersberg                                    | 48° 53′ 52,1″ N, 9° 31′ 49,2″ O                           |      | Geologische Einheit: Stubensandstein Status: geschützt (Naturdenkmal Juxkopf mit Stubensandsteinhöhle)                                                                                            |
| 3186                 | Totenbahr-Felsen im Gewann Hägle N von Necklinsberg                                             | Felsformation                 | Rudersberg Gemarkung Schlechtbach             | 48° 52′ 28,2″ N, 9° 29′ 47,6″ O                           |      | Geologische Einheit: Bunte Mergel Status: geschützt (Naturdenkmal Sogenannte Totenbahr) |
| 3187                 | Forellensprung Hangböschung und Wasserfall des Burgsteigklingenbachs W von Welzheim             | Wasserfall                    | Rudersberg Gemarkung Steinenberg              | 48° 52′ 8,3″ N, 9° 34′ 52,6″ O                            |      | Geologische Einheit: Stubensandstein Status: geschützt (Naturdenkmal Forellensprung) |
| 3188                 | Aufg. Steinbruch ca. 1300 m östl. von Steinenberg                                               | Aufschluss                    | Rudersberg Gemarkung Steinenberg              | 48° 51′ 53,6″ N, 9° 34′ 17,1″ O                           |      | Geologische Einheit: Stubensandstein Status: geschützt (Naturdenkmal Alter Steinbruch) |
| 3189                 | Aufg. Steinbruch wenig östl. von Nassach                                                        | Aufschluss                    | Schorndorf Gemarkung Oberberken               | 48° 44′ 33,1″ N, 9° 32′ 48,9″ O                           |      | Geologische Einheit: Stubensandstein Status: geschützt (Naturdenkmal Ehemaliger Sandbruch) |
| 3190                 | Aufg. Sandgrube (Steinbruch) am Sulzbuckel E von Hößlinswart                                    | Aufschluss                    | Schorndorf                                    | 48° 49′ 51,3″ N, 9° 29′ 12,7″ O                           |      | Geologische Einheit: Stubensandstein Status: geschützt (Naturdenkmal Ehemalige Sandgrube des Stubensandsteins)                                                                                    |
| 3191                 | Aufg. Steinbruch im Brenntenwald zwischen Schorndorf und Schlichten NE von Schlichten           | Aufschluss                    | Schorndorf                                    | 48° 46′ 59,9″ N, 9° 31′ 4,7″ O                            |      | Geologische Einheit: Stubensandstein Status: geschützt (Naturdenkmal Ehemaliger Stubensandsteinbruch)                                                                                             |
| 3192                 | Knollenmergelhang mit Tümpeln N der Kaisereiche SE von Schorndorf                               | Aufschluss                    | Schorndorf                                    | 48° 46′ 43,3″ N, 9° 32′ 35,6″ O                           |      | Geologische Einheit: Knollenmergel Status: geschützt (Naturdenkmal Knollenmergelhang mit Tümpeln)                                                                                                 |
| 3193                 | Hüttenwaldschlucht mit Naturbrücke am nördl. Juxkopf NE von Nassach                             | Landschaftselement            | Spiegelberg Gemarkung Jux                     | 49° 2′ 17,7″ N, 9° 25′ 41,8″ O                            |      | Geologische Einheit: Stubensandstein Status: geschützt (Naturdenkmal Hüttenwaldschlucht mit Naturbrücke)                                                                                          |
| 3194                 | Aufg. Steinbruch NE von Jux                                                                     | Aufschluss                    | Spiegelberg Gemarkung Jux                     | 49° 1′ 52,9″ N, 9° 26′ 29,4″ O                            |      | Geologische Einheit: Stubensandstein Status: geschützt (Naturdenkmal Ehemaliger Steinbruch östlich Jux)                                                                                           |
| 3195                 | Steinbruch und Sandgrube mit Teich SE von Kurzach                                               | Aufschluss                    | Spiegelberg Gemarkung Nassach                 | 49° 1′ 30,4″ N, 9° 24′ 4,9″ O                             |      | Geologische Einheit: Stubensandstein Status: geschützt (Naturdenkmal Steinbruch mit Teich) |
| 3196                 | Felsige Schlucht (Klinge) am östl. Steinberg SE von Wüstenrot                                   | Klinge                        | Spiegelberg                                   | 49° 4′ 19,1″ N, 9° 28′ 18,6″ O                            |      | Geologische Einheit: Stubensandstein Status: geschützt (Naturdenkmal Felsige Schlucht mit anschließendem Auwald, Feuchtwiese und Teich)                                                           |
| 3197                 | Tobelschlucht mit Hohlem Stein NE von Vorderbüchelberg                                          | Landschaftselement            | Spiegelberg                                   | 49° 3′ 37″ N, 9° 28′ 17,2″ O                              |      | Geologische Einheit: Stubensandstein Status: geschützt (Naturdenkmal Tobelschlucht mit "Hohlem Stein")                                                                                            |
| 3198                 | Ebingersklinge NE von Großhöchberg                                                              | Klinge                        | Spiegelberg                                   | 49° 3′ 31,8″ N, 9° 28′ 32,9″ O                            |      | Geologische Einheit: Stubensandstein Status: geschützt (Naturdenkmal Ebingersklinge) |
| 3199                 | Klinge und Grotte des Leukertsbachs NE von Großhöchberg                                         | Grotte                        | Spiegelberg                                   | 49° 3′ 35,3″ N, 9° 28′ 51,6″ O                            |      | Geologische Einheit: Stubensandstein Status: geschützt (Naturdenkmal Grotte des Leukertsbachs) |
| 3200                 | Seitenschlucht des Leukertsbachs NNE von Großhöchberg                                           | Klinge                        | Spiegelberg                                   | 49° 3′ 33,6″ N, 9° 28′ 58,5″ O                            |      | Geologische Einheit: Stubensandstein Status: geschützt (Naturdenkmal Seitenschlucht des Leukertsbachs)                                                                                            |
| 3201                 | Silberstollen S von Neulautern                                                                  | Stollen                       | Spiegelberg                                   | 49° 3′ 9,5″ N, 9° 25′ 35,4″ O                             |      | Geologische Einheit: Stubensandstein Status: geschützt (Naturdenkmal Alter Silberstollen) |
| 3202                 | Erosionsschlucht Bodenbachklinge ENE von Vorderbüchelberg                                       | Klinge                        | Spiegelberg                                   | 49° 4′ 6,2″ N, 9° 28′ 3,7″ O                              |      | Geologische Einheit: Stubensandstein Status: mit geschützt (NSG Bodenbachschlucht) |
| 3203                 | Aufg. Steinbruch am Vogelherd NE von Kleinhöchberg                                              | Aufschluss                    | Sulzbach an der Murr                          | 49° 2′ 9,4″ N, 9° 29′ 9″ O                                |      | Geologische Einheit: Stubensandstein Status: geschützt (Naturdenkmal Ehemaliger Stubensandsteinbruch)                                                                                             |
| 3204                 | Alter Steinbruch bei Ellenweiler W von Sulzbach an der Murr                                     | Aufschluss                    | Sulzbach an der Murr                          | 49° 0′ 14,6″ N, 9° 28′ 49,2″ O                            |      | Geologische Einheit: Schilfsandstein Status: geschützt |
| 3205                 | Alte Sandgrube im Waldgebiet Strut N von Berwinkel                                              | Aufschluss                    | Sulzbach an der Murr                          | 49° 2′ 3,8″ N, 9° 30′ 58,3″ O                             |      | Geologische Einheit: Stubensandstein Status: geschützt (Naturdenkmal Alte Sandgrube mit Tümpel)                                                                                                   |
| 3206                 | Teufelstein im Femelwald NE von Sulzbach an der Murr                                            | Felsformation                 | Sulzbach an der Murr                          | 49° 0′ 29,2″ N, 9° 31′ 15″ O                              |      | Geologische Einheit: Stubensandstein Status: geschützt (Naturdenkmal Sogenannter Teufelsstein) |
| 3207                 | Aufg. Fleinssteinbruch S von Ittenberg                                                          | Aufschluss                    | Sulzbach an der Murr                          | 48° 59′ 0″ N, 9° 30′ 21,9″ O                              |      | Geologische Einheit: Stubensandstein Status: geschützt (Naturdenkmal Fleinssteinbruch bei Ittenberg)                                                                                              |
| 3208                 | Katzenbrunnenklinge S von Steinbruck, N von Urbach                                              | Klinge                        | Urbach (Remstal) Gemarkung Oberurbach         | 48° 50′ 28,5″ N, 9° 35′ 5,2″ O                            |      | Geologische Einheit: Bunte Mergel bis Stubensandstein Status: geschützt (Naturdenkmal Katzenbrunnenklinge)                                                                                        |
| 3209                 | Hangböschung im Gewann Zwerenberg W von Plüderwiesenhof                                         | Aufschluss                    | Urbach (Remstal) Gemarkung Oberurbach         | 48° 50′ 6″ N, 9° 34′ 40,4″ O                              |      | Geologische Einheit: Bunte Mergel Status: geschützt (Naturdenkmal Kieselsandsteinfelsen) |
| 3210                 | Aufg. Steinbruch mit Tümpel SW vom Plüderwiesenhof, NNE von Urbach                              | Aufschluss                    | Urbach (Remstal) Gemarkung Oberurbach         | 48° 49′ 46,4″ N, 9° 35′ 14,5″ O                           |      | Geologische Einheit: Stubensandstein Status: geschützt (Naturdenkmal Alter Steinbruch mit Tümpel)                                                                                                 |
| 3211                 | Bergsturz am Kirchsteigtobel                                                                    | Landschaftselement            | Urbach (Remstal) Gemarkung Oberurbach         | 48° 49′ 36,8″ N, 9° 34′ 54,8″ O                           |      | Geologische Einheit: Bunte Mergel Status: mit geschützt (NSG Bergrutsch am Kirchsteig bei Urbach)                                                                                                 |
| 3212                 | Bergsturz am Alten Berg NE von Oberurbach                                                       | Landschaftselement            | Urbach (Remstal) Gemarkung Oberurbach         | 48° 49′ 22,2″ N, 9° 34′ 52,1″ O                           |      | Geologische Einheit: Bunte Mergel Status: geschützt (Naturdenkmal Bergsturz am Alten Berg) |
| 3213                 | Mergelgrube S von Bärenbach                                                                     | Aufschluss                    | Urbach (Remstal) Gemarkung Unterurbach        | 48° 48′ 50,1″ N, 9° 36′ 11,2″ O                           |      | Geologische Einheit: Gipskeuper Status: mit geschützt (NSG Vordere Hohbachwiesen) |
| 3214                 | Aufg. Muschelkalksteinbrüche ESE von Beinstein an der Alten Beinsteiner Straße                  | Aufschluss                    | Waiblingen Gemarkung Beinstein                | 48° 49′ 12,6″ N, 9° 21′ 23,1″ O                           |      | Geologische Einheit: Oberer Muschelkalk Status: geschützt (Naturdenkmal Alte Muschelkalksteinbrüche)                                                                                              |
| 3215                 | Dolinen (Baure-Hanse-Löcher) im Unteren Zuckmantel W von Weiler zum Stein                       | Dolinen                       | Waiblingen Gemarkung Bittenfeld               | 48° 54′ 7,3″ N, 9° 20′ 51,8″ O                            |      | Geologische Einheit: Unterer Keuper Status: geschützt (Naturdenkmal Dolinen im Unteren Zuckmantel "Baure-Hanse-Löcher")                                                                           |
| 3216                 | Dolinen Säuloch im Oberen Zuckmantel N von Schwaikheim                                          | Dolinen                       | Waiblingen Gemarkung Bittenfeld               | 48° 53′ 53,3″ N, 9° 20′ 51,7″ O                           |      | Geologische Einheit: Gipskeuper Status: geschützt (Naturdenkmal Dolinen im Oberen Zuckmantel "Säuloch")                                                                                           |
| 3217                 | Dolinen im Hartwald NW von Hegnach                                                              | Dolinen                       | Waiblingen Gemarkung Hegnach                  | 48° 51′ 39″ N, 9° 17′ 0,7″ O                              |      | Geologische Einheit: Unterer Keuper Status: geschützt (Naturdenkmal Dolinen im Hartwald) |
| 3218                 | Muschelkalk-Fels Neustädter Felsen im Gewann Haufler NW von Neustadt                            | Felsformation                 | Waiblingen Gemarkung Neustadt                 | 48° 51′ 9,5″ N, 9° 19′ 1,7″ O                             |      | Geologische Einheit: Oberer Muschelkalk Status: mit geschützt (NSG Unteres Remstal) |
| 3219                 | Aufg. Steinbruch an der Wurmhalde N von Waiblingen                                              | Aufschluss                    | Waiblingen                                    | 48° 50′ 35,6″ N, 9° 18′ 34,5″ O                           |      | Geologische Einheit: Oberer Muschelkalk Status: geschützt (Naturdenkmal Ehemaliger Muschelkalksteinbruch)                                                                                         |
| 3220                 | Aufschluss am Kappelberg SW Grunbach, E von Beutelsbach                                         | Aufschluss                    | Weinstadt Gemarkung Beutelsbach               | 48° 48′ 22,6″ N, 9° 23′ 43,9″ O                           |      | Geologische Einheit: Grenzbereich Gipskeuper Schilfsandstein Status: geschützt (Naturdenkmal Aufschuß des Schilfsandsteins, Trockenrasen und Flurgehölz im Bereich des Beutelsbacher Kappelbergs) |
| 3221                 | Fleins-Aufschluss auf dem Hohberg bei Beutelsbach                                               | Aufschluss                    | Weinstadt Gemarkung Beutelsbach               | 48° 47′ 59,2″ N, 9° 24′ 14,1″ O                           |      | Geologische Einheit: Stubensandstein Status: geschützt (Naturdenkmal Felsaufschluß des Fleinsteins im Gewann Riese)                                                                               |
| 3222                 | Aufschlüsse der südwestlichen Sonnenbergkuppe N von Strümpfelbach                               | Aufschluss                    | Weinstadt Gemarkung Endersbach                | 48° 47′ 35″ N, 9° 22′ 17,8″ O                             |      | Geologische Einheit: Übergang Bunte Mergel Stubensandstein Status: geschützt (Naturdenkmal Felsaufschluß, Flurgehölz und Trockenrasen)                                                            |
| 3223                 | Lauf des Strümpfelbaches mit Wasserfall SE von Strümpfelbach                                    | Landschaftselement            | Weinstadt Gemarkung Strümpfelbach             | 48° 46′ 27,2″ N, 9° 22′ 38,4″ O                           |      | Geologische Einheit: Bunte Mergel Status: geschützt (Naturdenkmal Lauf des Strümpfelbaches mit Wasserfall und Feuchtwiese)                                                                        |
| 3224                 | Aufg. Steinbruch und Felsen im Waldgebiet Schachen N von Schanbach                              | Felsformation                 | Weinstadt Gemarkung Strümpfelbach             | 48° 46′ 17,5″ N, 9° 22′ 47,6″ O                           |      | Geologische Einheit: Stubensandstein Status: geschützt (Naturdenkmal Felsen des unteren Stubensandsteins)                                                                                         |
| 3225                 | Aufg. Steinbruch im Gewann Strut NW von Aichstrut                                               | Aufschluss                    | Welzheim                                      | 48° 54′ 9,1″ N, 9° 38′ 46,2″ O                            |      | Geologische Einheit: Angulatensandstein-Formation Status: geschützt (Naturdenkmal Alter Steinbruch)                                                                                               |
| 3226                 | Geldmacherklinge W von Steinbach, NW von Welzheim                                               | Klinge                        | Kaisersbach                                   | 48° 53′ 40,7″ N, 9° 36′ 21″ O                             |      | Geologische Einheit: Stubensandstein Status: geschützt (Naturdenkmal Geldmacherklinge) |
| 3227                 | Aufg. Steinbruch NW der Laufenmühle                                                             | Aufschluss                    | Welzheim                                      | 48° 52′ 56,1″ N, 9° 36′ 23,5″ O                           |      | Geologische Einheit: Stubensandstein Status: geschützt (Naturdenkmal Felswände des unteren Stubensandsteins)                                                                                      |
| 3228                 | Liasabbruchkante und Knollenmergelhang (Hangböschung) im Gewann Kreuz W von Welzheim            | Landschaftselement            | Welzheim                                      | 48° 52′ 38″ N, 9° 35′ 1,8″ O                              |      | Geologische Einheit: Unterjura Status: geschützt (Naturdenkmal Lias-Abbruchkante und Knollenmergelhang)                                                                                           |
| 3229                 | Kesselgrotte ESE vom Lettenstich NE Langenberg                                                  | Grotte                        | Welzheim                                      | 48° 52′ 35,8″ N, 9° 36′ 0,6″ O                            |      | Geologische Einheit: Stubensandstein Status: geschützt (Naturdenkmal Kesselgrotte) |
| 3230                 | Klinge und Erosionshöhle Felsengrotte bei der Vorderhundsberger Sägmühle NE von Vorderhundsberg | Klinge Grotte                 | Welzheim                                      | 48° 52′ 22″ N, 9° 36′ 39,7″ O                             |      | Geologische Einheit: Geologische Einheit: Stubensandstein Status: geschützt (Naturdenkmal Felsengrotte bei der Vorderhundsberger Sägmühle)                                                        |
| 3231                 | Aufg. Steinbruch und Sandgrube E von Obersteinenberg                                            | Aufschluss                    | Welzheim                                      | 48° 52′ 20,5″ N, 9° 34′ 8,6″ O                            |      | Geologische Einheit: Stubensandstein Status: geschützt (Naturdenkmal Stubensandsteinaufschluß mit Flurgehölz)                                                                                     |
| 3232                 | Aufgelassener Steinbruch E von Obersteinenberg                                                  | Aufschluss                    | Welzheim                                      | 48° 52′ 15,5″ N, 9° 34′ 26,2″ O                           |      | Geologische Einheit: Stubensandstein Status: geschützt (Naturdenkmal Ehemaliger Steinbruch am Hans-Dobel-Weg)                                                                                     |
| 3233                 | Glasklinge W von Langenberg, NE von Steinenberg                                                 | Klinge                        | Welzheim                                      | 48° 52′ 9,8″ N, 9° 34′ 17,3″ O                            |      | Geologische Einheit: Bunte Mergel Status: geschützt (Naturdenkmal Glasklinge) |
| 3234                 | Quellklinge des Trossenbachs WNW von Steinbruck                                                 | Klinge                        | Welzheim                                      | 48° 51′ 30,2″ N, 9° 34′ 29,1″ O                           |      | Geologische Einheit: Schilfsandstein Bunte Mergel Status: geschützt (Naturdenkmal Schlucht des Trossenbaches)                                                                                     |
| 3235                 | Wieslaufschlucht Klingenmühlhöfle zwischen Laufenmühle und Sauerhöfle                           | Landschaftselement            | Welzheim                                      | 48° 53′ 8,5″ N, 9° 35′ 56,1″ O                            |      | Geologische Einheit: Gipskeuper Stubensandstein Status: geschützt (Naturdenkmal Schlucht des Trossenbaches)                                                                                       |
| 3236                 | Aufg. Steinbruch und Sandgrube ca. 600 m SSE von Breuningsweiler                                | Aufschluss                    | Winnenden Gemarkung Breuningsweiler           | 48° 50′ 52,5″ N, 9° 24′ 52,3″ O                           |      | Geologische Einheit: Stubensandstein Status: geschützt (Naturdenkmal Alte Steinbruchwände und Flurgehölze)                                                                                        |
| 3237                 | Wasserfall des Zipfelbachs S von Breuningsweiler                                                | Wasserfall                    | Winnenden Gemarkung Breuningsweiler           | 48° 50′ 38,3″ N, 9° 24′ 46,3″ O                           |      | Geologische Einheit: Bunte Mergel |
| 3238                 | Aufschlüsse W von Hanweiler am Waldrand oberh. der Kelter                                       | Aufschluss                    | Winnenden Gemarkung Hanweiler                 | 48° 51′ 18,5″ N, 9° 22′ 49,9″ O                           |      | Geologische Einheit: Bunte Mergel Status: geschützt (Naturdenkmal Geologischer Aufschluss und Steppenheide über den Weinbergen)                                                                   |
| 3239                 | Aufg. Schilfsandsteinbruch im Rotenbühl-Wald E von Nellmersbach                                 | Aufschluss                    | Winnenden Gemarkung Hertmannsweiler           | 48° 54′ 6,2″ N, 9° 26′ 2,7″ O                             |      | Geologische Einheit: Schilfsandstein Status: geschützt (Naturdenkmal Ehemaliger Schilfsandsteinbruch)                                                                                             |
| 3240                 | Böschungsaufschluss am südwestlichen Haselstein E von Hanweiler                                 | Aufschluss                    | Winnenden                                     | 48° 51′ 24,8″ N, 9° 23′ 52,2″ O                           |      | Geologische Einheit: Bunte Mergel Status: geschützt (Naturdenkmal Aufschluß des Kieselsandsteins (sog.Geol.Fenster))                                                                              |
| 3241                 | Aufg. Steinbruch und Felsen Haselstein an der SW-Kante E von Hanweiler                          | Aufschluss                    | Winnenden                                     | 48° 51′ 23,8″ N, 9° 24′ 3,5″ O                            |      | Geologische Einheit: Bunte Mergel Stubensandstein Status: geschützt (Naturdenkmal Haselstein mit Steppenheide und Steppenheidegebüsch)                                                            |
| 3242                 | Hangböschung am Haselstein ca. 1100 m E von Hanweiler                                           | Aufschluss                    | Winnenden                                     | 48° 51′ 25,1″ N, 9° 24′ 7,4″ O                            |      | Geologische Einheit: Stubensandstein Status: geschützt (Naturdenkmal Haselstein mit Steppenheide und Steppenheidegebüsch)                                                                         |
| 3243                 | Aufg. Sandgrube/Steinbruch SW von Engelberg                                                     | Aufschluss                    | Winterbach                                    | 48° 47′ 17,9″ N, 9° 27′ 45,9″ O                           |      | Geologische Einheit: Stubensandstein Status: geschützt (Naturdenkmal Ehemalige Sandgrube mit Gehölz)                                                                                              |
| 3244                 | Aufg. Sandgrube ca. 250 m SE und SW von Engelberg                                               | Aufschluss                    | Winterbach                                    | 48° 47′ 32,5″ N, 9° 27′ 49,5″ O                           |      | Geologische Einheit: Stubensandstein Status: mit geschützt (NSG Hirschäcker) |
| 3245                 | Hohler Stein                                                                                    | Felsformation                 | Alfdorf                                       | 48° 49′ 33,8″ N, 9° 42′ 59,4″ O                           |      | Geologische Einheit: Untere Felsenkalk-Formation Status: geschützt (Naturdenkmal Hohler Stein) |
| 3246                 | Steilhang der Murr bei der Annonay Brücke                                                       | Aufschluss                    | Backnang                                      | 48° 56′ 45,5″ N, 9° 26′ 3,8″ O                            |      | Geologische Einheit: Oberer Muschelkalk Status: geschützt (Naturdenkmal Steilhang der Murr unterhalb des Stiftshofs bis zur Annonay-Brücke)                                                       |
| 3247                 | Prallhang an der Murr bei den Etzwiesen                                                         | Aufschluss                    | Backnang                                      | 48° 56′ 30,7″ N, 9° 24′ 42,7″ O                           |      | Geologische Einheit: Oberer Muschelkalk Status: geschützt (Naturdenkmal Prallhang an der Murr bei den Etzwiesen)                                                                                  |
| 3248                 | Steilhang der Murr bei der Fabrikstraße                                                         | Aufschluss                    | Backnang                                      | 48° 56′ 42″ N, 9° 25′ 6,4″ O                              |      | Geologische Einheit: Oberer Muschelkalk Status: geschützt (Naturdenkmal Steilhang der Murr bei der Fabrikstraße)                                                                                  |
| 3249                 | Sogenannte Räuberhöhle in Maubach                                                               | Höhle                         | Backnang Gemarkung Maubach                    | 48° 55′ 53,8″ N, 9° 24′ 35,6″ O                           |      | Geologische Einheit: Oberer Muschelkalk Status: geschützt (Naturdenkmal Sogenannte Räuberhöhle in Maubach)                                                                                        |
| 3250                 | Dolinenfeld in Mittelschöntal                                                                   | Dolinen                       | Backnang Gemarkung Mittelschöntal             | 48° 56′ 27,1″ N, 9° 22′ 47,9″ O                           |      | Geologische Einheit: Oberer Muschelkalk Status: geschützt (Naturdenkmal Dolinenfeld in Mittelschöntal)                                                                                            |
| 3251                 | Karstwanne, Dolinenfeld und Solitäreiche                                                        | Dolinen Karstwanne            | Backnang Gemarkung Mittelschöntal             | 48° 56′ 41,7″ N, 9° 22′ 41″ O                             |      | Geologische Einheit: Oberer Muschelkalk Status: geschützt (Naturdenkmal Karstwanne, Dolinenfeld und Solitäreiche)                                                                                 |
| 3252                 | Ehem. Prallhang der Murr mit Kastanie                                                           | Aufschluss                    | Backnang                                      | 48° 56′ 41,2″ N, 9° 25′ 42,4″ O                           |      | Geologische Einheit: Oberer Muschelkalk Status: geschützt (Naturdenkmal Ehemaliger Prallhang der Murr mit Kastanie)                                                                               |
| 3253                 | Steinbruch im Dresselbachtal                                                                    | Aufschluss                    | Weissach im Tal                               | 48° 56′ 25,9″ N, 9° 27′ 57,5″ O                           |      | Geologische Einheit: Oberer Muschelkalk Status: geschützt (Naturdenkmal Steinbruch an der Mündung des Dresselbachtals)                                                                            |
| 3254                 | Reisklinge                                                                                      | Klinge                        | Berglen Gemarkung Streich                     | 48° 50′ 41,9″ N, 9° 29′ 49,6″ O                           |      | Geologische Einheit: ? Status: geschützt |
| 3255                 | Ehemaliges Motocrossgelände                                                                     | Aufschluss                    | Berglen Gemarkung Öschelbronn                 | 48° 53′ 8,9″ N, 9° 27′ 14,4″ O                            |      | Geologische Einheit: ? Status: geschützt (Naturdenkmal Ehemalige Steinbrüche, Flurgehölze, Trockenwiesen)                                                                                         |
| 3256                 | Alter Steinbruch                                                                                | Aufschluss                    | Berglen Gemarkung Bretzenacker                | 48° 50′ 49,7″ N, 9° 27′ 57,5″ O                           |      | Geologische Einheit: ? Status: geschützt (Naturdenkmal Alter Steinbruch) |
| 3257                 | Muschelkalk-Aufschluss                                                                          | Aufschluss                    | Fellbach Gemarkung Öffingen                   | 48° 51′ 7,2″ N, 9° 15′ 12,5″ O                            |      | Geologische Einheit: Oberer Muschelkalk Status: geschützt (Naturdenkmal sogenannter "Ochsenfriedhof")                                                                                             |
| 3258                 | Palmklinge                                                                                      | Klinge                        | Großerlach Gemarkung Grab                     | 49° 3′ 5,5″ N, 9° 33′ 51,4″ O                             |      | Geologische Einheit: Keuper Status: geschützt (Naturdenkmal Palmklinge) |
| 3259                 | Ehemaliger Steinbruch                                                                           | Aufschluss                    | Großerlach Gemarkung Schönbronn               | 49° 2′ 43,3″ N, 9° 34′ 50,7″ O                            |      | Geologische Einheit: Keuper Status: geschützt (Naturdenkmal Ehemaliger Steinbruch) |
| 3260                 | Schlucht westlich des Holzbuckels                                                               | Landschaftselement            | Kaisersbach Gemarkung Ebni-Grasgehren         | 48° 54′ 39″ N, 9° 35′ 50,2″ O                             |      | Geologische Einheit: ? Status: geschützt (Naturdenkmal Schlucht westlich des Holzbuckels) |
| 3261                 | 3 Felsklingen beim Hägerhof                                                                     | Klinge                        | Kaisersbach Gemarkung Hägerhof                | 48° 54′ 11,8″ N, 9° 35′ 40,5″ O                           |      | Geologische Einheit: Keuper Status: geschützt (Naturdenkmal 3 Felsenklingen beim Hägerhof) |
| 3262                 | Felsaufschlüsse des unteren Stubensandsteins                                                    | Aufschluss                    | Kaisersbach Gemarkung Weidenhof               | 48° 56′ 21,6″ N , 9° 37′ 41,4″ O 48.939323333333 9.628155 |      | Geologische Einheit: Stubensandstein Status: geschützt (Naturdenkmal Felsaufschlüsse des unteren Stubensandsteins)                                                                                |
| 3263                 | Heimengruben                                                                                    | Dolinen                       | Kirchberg an der Murr                         | 48° 56′ 46,4″ N, 9° 22′ 6,1″ O                            |      | Geologische Einheit: ? Status: geschützt (Naturdenkmal Dolinen am Hungerberg und im Backnanger Wald)                                                                                              |
| 3264                 | Eichenmischwald mit Doline                                                                      | Doline                        | Kirchberg an der Murr Gemarkung Zwingelhausen | Koordinaten fehlen! Hilf mit.                             |      | Geologische Einheit: ? Status: geschützt |
| 3265                 | Dolinen im Bereich des Naturlehrpfads                                                           | Dolinen                       | Kirchberg an der Murr                         | Koordinaten fehlen! Hilf mit.                             |      | Geologische Einheit: ? Status: geschützt |
| 3266                 | Rote Wand am Hörnleskopf                                                                        | Aufschluss                    | Korb                                          | Koordinaten fehlen! Hilf mit.                             |      | Geologische Einheit: ? Status: geschützt |
| 3267                 | Hohlweg                                                                                         | Landschaftselement            | Leutenbach Gemarkung Nellmersbach             | 48° 54′ 7,3″ N, 9° 25′ 26″ O                              |      | Geologische Einheit: Gipskeuper Status: geschützt (Naturdenkmal Hohlweg) |
| 3268                 | Fliesenklinge                                                                                   | Klinge                        | Murrhardt                                     | 48° 59′ 8,8″ N, 9° 35′ 34,4″ O                            |      | Geologische Einheit: ? Status: geschützt (Naturdenkmal Fliesenklinge) |
| 3269                 | Steck-Buche und Felswand                                                                        | Aufschluss                    | Murrhardt                                     | 48° 58′ 18,4″ N, 9° 35′ 2,6″ O                            |      | Geologische Einheit: Stubensandstein Status: geschützt (Naturdenkmal Steck-Buche und Felswand) |
| 3270                 | Ehemaliger Sandbruch                                                                            | Aufschluss                    | Murrhardt Gemarkung Waltersberg               | Koordinaten fehlen! Hilf mit.                             |      | Geologische Einheit: Stubensandstein Status: geschützt |
| 3271                 | Fleinsaufschluss südl. Mettelberg                                                               | Aufschluss                    | Murrhardt Gemarkung Mettelberg                | 48° 56′ 47,7″ N, 9° 37′ 46,9″ O                           |      | Geologische Einheit: Stubensandstein Status: geschützt |
| 3272                 | 4 Felsklingen am sog. Neunränklesweg                                                            | Klinge                        | Plüderhausen                                  | 48° 48′ 39,7″ N, 9° 38′ 4,4″ O                            |      | Geologische Einheit: ? Status: geschützt (Naturdenkmal Vier Felsenklingen am sog. Neunränklesweg)                                                                                                 |
| 3273                 | Felsaufschluss des unteren Stubensandsteins                                                     | Aufschluss                    | Remshalden Gemarkung Geradstetten             | 48° 49′ 0,7″ N , 9° 26′ 4,7″ O 48.81686 9.4346266666667   |      | Geologische Einheit: Stubensandstein Status: geschützt (Naturdenkmal Felsaufschluß des Unteren Stubensandsteins)                                                                                  |
| 3274                 | Schlucht des Trossenbachs                                                                       | Landschaftselement            | Rudersberg Gemarkung Steinenberg              | 48° 51′ 30,4″ N, 9° 34′ 21,9″ O                           |      | Geologische Einheit: Bunte Mergel Schilfsandstein Gipskeuper Status: geschützt (Naturdenkmal Schlucht des Trossenbaches)                                                                          |
| 3275                 | Fleinssteinbruch und große Kiefer                                                               | Aufschluss                    | Rudersberg Gemarkung Necklinsberg             | 48° 51′ 51,7″ N, 9° 30′ 47,4″ O                           |      | Geologische Einheit: Stubensandstein Status: geschützt (Naturdenkmal Fleinsteinbruch und große Kiefer)                                                                                            |
| 3276                 | Doline im Gipskeuper                                                                            | Doline                        | Rudersberg Gemarkung Unterschlechtbach        | 48° 52′ 35,7″ N, 9° 31′ 20,3″ O                           |      | Geologische Einheit: Gipskeuper Status: geschützt (Naturdenkmal Doline im Gipskeuper) |
| 3277                 | Alter Schilfsandsteinbruch                                                                      | Aufschluss                    | Rudersberg Gemarkung Schlechtbach             | 48° 53′ 26,6″ N, 9° 33′ 12,9″ O                           |      | Geologische Einheit: Schilfsandstein Status: geschützt (Naturdenkmal Ehem. Schilfsandsteinbruch, Flurgehölz und Steppenheide)                                                                     |
| 3278                 | Hohlweg bei Unterschlechtbach                                                                   | Hohlweg                       | Rudersberg Gemarkung Unterschlechtbach        | Koordinaten fehlen! Hilf mit.                             |      | Geologische Einheit: ? Status: geschützt |
| 3279                 | Schilfsandsteinterrasse                                                                         | Felsformation                 | Rudersberg Gemarkung Michelau                 | Koordinaten fehlen! Hilf mit.                             |      | Geologische Einheit: Schilfsandstein Status: geschützt |
| 3280                 | Klingen am Fockenberg                                                                           | Klinge                        | Rudersberg Gemarkung Steinenberg              | 48° 52′ 8,6″ N, 9° 33′ 32,7″ O                            |      | Geologische Einheit: ? Status: geschützt |
| 3281                 | Holzberg-Klinge                                                                                 | Klinge                        | Schorndorf                                    | 48° 49′ 5,7″ N, 9° 30′ 27,3″ O                            |      | Geologische Einheit: Keuper Status: geschützt (Naturdenkmal Holzberg-Klinge) |
| 3282                 | Mergelgrube und Hohlweg mit Flurgehölz                                                          | Aufschluss                    | Schorndorf                                    | 48° 49′ 1,2″ N, 9° 30′ 43,9″ O                            |      | Geologische Einheit: ? Status: geschützt (Naturdenkmal Mergelgrube und Hohlweg mit Flurgehölz) |
| 3283                 | Felsenschlucht des Klingenbachs                                                                 | Klinge                        | Spiegelberg Gemarkung Großhöchberg            | 49° 3′ 7,5″ N, 9° 28′ 0,8″ O                              |      | Geologische Einheit: Stubensandstein Status: geschützt (Naturdenkmal Felsenschlucht des Klingenbachs)                                                                                             |
| 3284                 | Felswände mit Quellen und Gehölz                                                                | Aufschluss Quellen            | Spiegelberg Gemarkung Roßstaig                | 49° 2′ 45,9″ N, 9° 26′ 40″ O                              |      | Geologische Einheit: Stubensandstein Status: geschützt (Naturdenkmal Felswände mit Quellen und Gehölz)                                                                                            |
| 3285                 | Talmulde des Krebsbachs mit Felsen                                                              | Landschaftselement            | Spiegelberg Gemarkung Großhöchberg            | 49° 2′ 41,4″ N, 9° 28′ 15″ O                              |      | Geologische Einheit: ? Status: geschützt (Naturdenkmal Talmulde des Krebsbachs mit zahlreichen Quellaustritten und Felsen)                                                                        |
| 3286                 | Felsenklingen des Brenntenbachs                                                                 | Klinge                        | Sulzbach an der Murr Gemarkung Kleinhöchberg  | 49° 2′ 32,1″ N, 9° 29′ 7,4″ O                             |      | Geologische Einheit: ? Status: geschützt (Naturdenkmal Felsenklingen des Brenntenbachs) |
| 3287                 | Klingen nördlich des Hegnauhofs                                                                 | Klinge                        | Urbach                                        | Koordinaten fehlen! Hilf mit.                             |      | Geologische Einheit: ? Status: geschützt |
| 3288                 | Alter Steinbruch am Beutelstein                                                                 | Aufschluss                    | Waiblingen Gemarkung Endersbach               | 48° 49′ 8″ N, 9° 21′ 59,6″ O                              |      | Geologische Einheit: ? Status: geschützt (Naturdenkmal Alter Steinbruch am Beutelstein) |
| 3289                 | Alte Stubensandsteinbrüche mit Höhlen                                                           | Aufschluss                    | Waiblingen                                    | 48° 50′ 41,1″ N , 9° 22′ 45,9″ O 48.844761666667 9.379405 |      | Geologische Einheit: Stubensandstein Status: geschützt (Naturdenkmal Stubensandsteinbrüche mit Höhlen und einer Linde)                                                                            |
| 3290                 | Wasserfall des Zipfelbachs                                                                      | Wasserfall                    | Waiblingen                                    | 48° 50′ 38,2″ N, 9° 24′ 43,4″ O                           |      | Geologische Einheit: ? Status: nicht mehr geschützt |
| 3291                 | Aufgelassener Steinbruch westl. Beinstein                                                       | Aufschluss                    | Waiblingen Gemarkung Beinstein                | Koordinaten fehlen! Hilf mit.                             |      | Geologische Einheit: ? Status: geschützt |
| 3292                 | Felsbildung des Kieselsandsteins                                                                | Aufschluss                    | Weinstadt Gemarkung Strümpfelbach             | 48° 46′ 54″ N, 9° 21′ 19,1″ O                             |      | Geologische Einheit: Stubensandstein Status: geschützt (Naturdenkmal Felsbildung des Kieselsandsteins)                                                                                            |
| 3293                 | Ehemaliger Muschelkalksteinbruch                                                                | Aufschluss                    | Weinstadt Gemarkung Endersbach                | 48° 49′ 6,6″ N, 9° 22′ 12,1″ O                            |      | Geologische Einheit: Oberer Muschelkalk Status: geschützt (Naturdenkmal Ehemaliger Muschelkalksteinbruch)                                                                                         |
| 3294                 | Wasserfälle & Naturbrücke Schelmenklinge                                                        | Wasserfall Landschaftselement | Weinstadt Gemarkung Schnait                   | Koordinaten fehlen! Hilf mit.                             |      | Geologische Einheit: ? Status: geschützt |
| 3295                 | Felsgruppe des Oberen Muschelkalk mit Gehölz                                                    | Aufschluss                    | Weissach im Tal Gemarkung Schnait             | 48° 56′ 13,8″ N, 9° 28′ 14,5″ O                           |      | Geologische Einheit: Oberer Muschelkalk Status: geschützt (Naturdenkmal Felsböschung des oberen Muschelkalks mit Gehölz)                                                                          |
| 3296                 | Steinbruch an der Mündung des Dresselbachtals                                                   | Aufschluss                    | Weissach im Tal Gemarkung Unterweissach       | 48° 56′ 25,9″ N, 9° 27′ 57,5″ O                           |      | Geologische Einheit: Oberer Muschelkalk Status: geschützt (Naturdenkmal Steinbruch an der Mündung des Dresselbachtals)                                                                            |
| 3297                 | Felsenwände des Stubensandsteins                                                                | Aufschluss                    | Welzheim Gemarkung Breitenfürst               | 48° 50′ 58,6″ N , 9° 37′ 8,3″ O 48.84962 9.6189783333333  |      | Geologische Einheit: Stubensandstein Status: geschützt (Naturdenkmal Felswände des Stubensandsteins)                                                                                              |
| 3298                 | Felswände des Unteren Stubensandsteins                                                          | Aufschluss                    | Welzheim                                      | 48° 52′ 54,1″ N , 9° 36′ 13,1″ O 48.881705 9.60364        |      | Geologische Einheit: Stubensandstein Status: geschützt (Naturdenkmal Felswände des unteren Stubensandsteins)                                                                                      |
| 3299                 | Ehemaliger Steinbruch am Hansdobelweg                                                           | Aufschluss                    | Welzheim                                      | 48° 52′ 41,5″ N, 9° 35′ 17,8″ O                           |      | Geologische Einheit: Stubensandstein Status: geschützt (Naturdenkmal Ehemaliger Steinbruch am Hans-Dobel-Weg)                                                                                     |
| 3300                 | Aufgelassener Sandbruch im Eichenwäldle                                                         | Aufschluss                    | Welzheim Gemarkung Breitenfürst               | 48° 50′ 47,2″ N, 9° 37′ 42,4″ O                           |      | Geologische Einheit: Stubensandstein Status: geschützt (Naturdenkmal Aufgelassener Sandbruch im Eichenwäldle)                                                                                     |
| 3301                 | Ehemaliger Steinbruch                                                                           | Aufschluss                    | Winterbach                                    | 48° 48′ 55,4″ N, 9° 28′ 43,9″ O                           |      | Geologische Einheit: Bunte Mergel Status: geschützt (Naturdenkmal Ehemaliger Steinbruch) |
| 3302                 | Aufg. Sandgrube 400 m E von Kallenberg (Spiel- und Grillplatz)                                  | Aufschluss                    | Althütte                                      | 48° 54′ 29,1″ N, 9° 31′ 38,3″ O                           |      | Geologische Einheit: Stubensandstein |
| 3303                 | Steinbruch und Recyclinganlage Pfeil ca. 700 m S von Waldenweiler                               | Aufschluss                    | Althütte Gemarkung Sechselberg                | 48° 55′ 31,6″ N, 9° 33′ 50,1″ O                           |      | Geologische Einheit: Stubensandstein |
| 3304                 | Sandgrube ca. 800 m S von Hößlinswart am Waldrand E der Straße von Rohrbronn                    | Aufschluss                    | Berglen Gemarkung Hößlinswart                 | 48° 49′ 32,2″ N, 9° 28′ 9,7″ O                            |      | Geologische Einheit: Stubensandstein |
| 3305                 | Aufg. Steinbruch 500 m NE von Oppelsbohm im Wald                                                | Aufschluss                    | Berglen Gemarkung Oppelsbohm                  | 48° 51′ 50,3″ N, 9° 28′ 33,6″ O                           |      | Geologische Einheit: Bunte Mergel |
| 3306                 | Sandgrube Firma Heck am SE-Hang des Galgenbergs 700 m SE von Birkenweißbuch                     | Aufschluss                    | Berglen Gemarkung Vorderweißbuch              | 48° 50′ 46,3″ N, 9° 29′ 19,6″ O                           |      | Geologische Einheit: Stubensandstein |
| 3307                 | Steinbruch und Sandwerk Heck ca. 1200 m SE von Kottweil                                         | Aufschluss                    | Berglen Gemarkung Vorderweißbuch              | 48° 50′ 18,9″ N, 9° 28′ 52,3″ O                           |      | Geologische Einheit: Stubensandstein |
| 3308                 | Aufg. Steinbruch 500 m W von Erbstetten                                                         | Aufschluss                    | Burgstetten Gemarkung Burgstall               | 48° 55′ 50,5″ N, 9° 22′ 54,4″ O                           |      | Geologische Einheit: Oberer Muschelkalk |
| 3309                 | Lehmgrube/Ziegelei Fellbach N der Bahnlinie Bad Cannstatt-Fellbach                              | Aufschluss                    | Fellbach                                      | 48° 49′ 15,1″ N, 9° 15′ 39″ O                             |      | Geologische Einheit: Löss |
| 3310                 | Kappelberg bei Fellbach                                                                         | Landschaftselement            | Fellbach                                      | 48° 47′ 44,6″ N, 9° 16′ 55,5″ O                           |      | Geologische Einheit: Stubensandstein |
| 3311                 | Steinbruch im Weidachtal ca. 1000 m NW von Öffingen                                             | Aufschluss                    | Fellbach Gemarkung Öffingen                   | 48° 50′ 55,5″ N, 9° 15′ 30,7″ O                           |      | Geologische Einheit: Oberer Muschelkalk |
| 3312                 | Böschung entlang dem Wehrbächle und am Fahrweg von Schöntalhöfle zur Rosersmühle                | Aufschluss                    | Großerlach Gemarkung Grab                     | 49° 3′ 2,6″ N, 9° 33′ 33″ O                               |      | Geologische Einheit: Stubensandstein |
| 3313                 | Felsböschung an der Straße Grab-Murrhardt ca. 700 m SSW von Grab                                | Aufschluss                    | Großerlach Gemarkung Grab                     | 49° 1′ 57,6″ N, 9° 34′ 23,5″ O                            |      | Geologische Einheit: Stubensandstein |
| 3314                 | Aufg. Steinbruch oberhalb der Straße Großerlach-Neufürstenhütte                                 | Aufschluss                    | Großerlach                                    | 48° 54′ 29,1″ N, 9° 31′ 38,3″ O                           |      | Geologische Einheit: Psilonotenton-Formation |
| 3315                 | Wäldchen E der B 14 ca. 700 m S der Ortsmitte von Großerlach                                    | Rutschung                     | Großerlach                                    | 49° 2′ 51″ N, 9° 30′ 57,8″ O                              |      | Geologische Einheit: Psilonotenton-Formation Angulatensandstein-Formation |
| 3316                 | Steinbruch am SE-Hang des Katzenkopfs SSW von Stetten                                           | Aufschluss                    | Kernen im Remstal Gemarkung Stetten           | 48° 46′ 29,1″ N, 9° 19′ 26,9″ O                           |      | Geologische Einheit: Stubensandstein |
| 3317                 | Steinbruch SW von Großaspach, E von Zwingelhausen                                               | Aufschluss                    | Kirchberg an der Murr                         | 48° 57′ 26″ N, 9° 22′ 35,5″ O                             |      | Geologische Einheit: Oberer Muschelkalk |
| 3318                 | Teilverfüllter Steinbruch W von Kirchberg an der Murr                                           | Aufschluss                    | Kirchberg an der Murr                         | 48° 56′ 28,4″ N, 9° 19′ 11,1″ O                           |      | Geologische Einheit: Oberer Muschelkalk |
| 3319                 | Steinbruch am W-Hang des Korber Kopfes N von Korb                                               | Aufschluss                    | Korb                                          | 48° 54′ 29,1″ N, 9° 31′ 38,3″ O                           |      | Geologische Einheit: Schilfsandstein |
| 3320                 | Aufschlüsse im Hohlweg am N-Hang des Korber Kopfs N von Korb                                    | Aufschluss                    | Korb                                          | 48° 51′ 17,2″ N, 9° 21′ 36,3″ O                           |      | Geologische Einheit: Gipskeuper |
| 3321                 | Ziegelei Spingler in Winnenden, W vom Bhf.                                                      | Aufschluss                    | Leutenbach                                    | 48° 53′ 2″ N, 9° 23′ 22,6″ O                              |      | Geologische Einheit: Gipskeuper |
| 3322                 | Steinbruch N Weiler zum Stein im Buchenbachtal                                                  | Aufschluss                    | Leutenbach Gemarkung Weiler zum Stein         | 48° 54′ 21,9″ N, 9° 22′ 7,6″ O                            |      | Geologische Einheit: Oberer Muschelkalk |
| 3323                 | Aufg. Steinbruch S von Mettelberg an der Straße Fornsbach-Ebni                                  | Aufschluss                    | Murrhardt Gemarkung Fornsbach                 | 48° 56′ 47,7″ N, 9° 37′ 46,9″ O                           |      | Geologische Einheit: Stubensandstein |
| 3324                 | Hohlweg mit Böschungsaufschlüssen S von Förnsbach                                               | Aufschluss                    | Murrhardt Gemarkung Fornsbach                 | 48° 58′ 5,1″ N, 9° 38′ 41,9″ O                            |      | Geologische Einheit: Gipskeuper |
| 3325                 | Aufg. Steinbruch ca. 400 m S von Mettelberg                                                     | Aufschluss                    | Murrhardt Gemarkung Fornsbach                 | 48° 56′ 47,4″ N, 9° 37′ 45,4″ O                           |      | Geologische Einheit: Stubensandstein |
| 3326                 | Böschung an der Straße Grab-Murrhardt ca. 700 m NE vom Kieselhof                                | Aufschluss                    | Murrhardt                                     | 49° 0′ 48,8″ N, 9° 33′ 59,6″ O                            |      | Geologische Einheit: Oberer Keuper |
| 3327                 | Bühl, Höhe 305,3 m NN (TP) unmittelbar S von Harbach                                            | Umlaufberg                    | Murrhardt                                     | 48° 59′ 16,7″ N, 9° 33′ 13,3″ O                           |      | Geologische Einheit: Gipskeuper |
| 3328                 | Aufg. Steinbruch W von Rohrbronn an der Straße nach Hößlinswart                                 | Aufschluss                    | Remshalden Gemarkung Rohrbronn                | 48° 48′ 53,1″ N, 9° 27′ 32,6″ O                           |      | Geologische Einheit: Stubensandstein |
| 3329                 | Aufg. Mergelgrube am Grafenberg S Schornbach                                                    | Aufschluss                    | Schorndorf                                    | 48° 49′ 2,3″ N, 9° 30′ 46,8″ O                            |      | Geologische Einheit: Gipskeuper |
| 3330                 | Mergelgrube ca. 1000 m S von Weiler/Rems                                                        | Aufschluss                    | Schorndorf Gemarkung Weiler                   | 48° 47′ 14,4″ N, 9° 29′ 59,2″ O                           |      | Geologische Einheit: Bunte Mergel |
| 3331                 | Wetzsteinstollen S von Spiegelberg                                                              | Stollen                       | Spiegelberg Gemarkung Jux                     | 49° 1′ 17,7″ N, 9° 26′ 0,5″ O                             |      | Geologische Einheit: Bunte Mergel |
| 3332                 | Aufg. Steinbruch an der Haarnadelkurve der Straße Kurzach-Nassach ca. 1000 m E von Kurzach      | Aufschluss                    | Spiegelberg Gemarkung Nassach                 | 49° 1′ 41,4″ N, 9° 24′ 23,2″ O                            |      | Geologische Einheit: Stubensandstein |
| 3333                 | Straßenböschung S der Straße Nassach-Kurzach                                                    | Aufschluss                    | Spiegelberg Gemarkung Nassach                 | 49° 1′ 39,8″ N, 9° 24′ 14,4″ O                            |      | Geologische Einheit: Stubensandstein |
| 3334                 | Aufg. Steinbruch S der Haarnadelkurve der Straße Nassach-Kurzach                                | Aufschluss                    | Spiegelberg Gemarkung Nassach                 | 49° 1′ 30,1″ N, 9° 24′ 16,2″ O                            |      | Geologische Einheit: Stubensandstein |
| 3335                 | Aufg. Steinbruch im Kalkbrunnen ca. 900 m WSW von Großhöchberg                                  | Aufschluss                    | Spiegelberg                                   | 49° 2′ 49,3″ N, 9° 27′ 26″ O                              |      | Geologische Einheit: Knollenmergel |
| 3336                 | Wegböschung am N-Ende des Verebnungssporns N von Großhöchberg                                   | Aufschluss                    | Spiegelberg                                   | 49° 3′ 12,7″ N, 9° 28′ 20,4″ O                            |      | Geologische Einheit: Psilonotenton-Formation |
| 3337                 | Aufg. Steinbruch NNW von Spiegelberg                                                            | Aufschluss                    | Spiegelberg                                   | 49° 2′ 45,6″ N, 9° 26′ 39,2″ O                            |      | Geologische Einheit: Bunte Mergel |
| 3338                 | Liaskante N von Großhöchberg                                                                    | Aufschluss                    | Spiegelberg                                   | 49° 3′ 4,7″ N, 9° 28′ 15,4″ O                             |      | Geologische Einheit: Psilonotenton-Formation |
| 3339                 | Bach- und Böschungsaufschlüsse im Lützelbach NE von Urbach                                      | Aufschluss                    | Urbach Gemarkung Unterurbach                  | 48° 49′ 47,5″ N, 9° 36′ 47,7″ O                           |      | Geologische Einheit: Bunte Mergel |
| 3340                 | Aufg. Steinbruch an der Straße nach Waiblingen                                                  | Aufschluss                    | Waiblingen Gemarkung Beinstein                | 48° 49′ 24,4″ N, 9° 20′ 25,9″ O                           |      | Geologische Einheit: Oberer Muschelkalk |
| 3341                 | Sörenberg ca. 1200 m NW von Korb, S des Gipfels                                                 | Landschaftselement            | Waiblingen Gemarkung Neustadt                 | 48° 51′ 4,4″ N, 9° 20′ 30″ O                              |      | Geologische Einheit: Stubensandstein |
| 3342                 | Lehmgrube/Ziegelei Schofer NE vom Bhf. Waiblingen                                               | Aufschluss                    | Waiblingen                                    | 48° 49′ 39,1″ N, 9° 17′ 37,8″ O                           |      | Geologische Einheit: Löss |
| 3343                 | Steinbruch/Schotterwerk N von Endersbach N der Rems                                             | Aufschluss                    | Weinstadt Gemarkung Endersbach                | 48° 49′ 6,3″ N, 9° 22′ 9,7″ O                             |      | Geologische Einheit: Oberer Muschelkalk |
| 3344                 | Aufg. Steinbruch SE von Backnang-Sachsenweiler                                                  | Aufschluss                    | Weissach im Tal Gemarkung Unterweissach       | 48° 56′ 25,9″ N, 9° 27′ 58,4″ O                           |      | Geologische Einheit: Oberer Muschelkalk |
| 3345                 | Aufgelassener Steinbruch am Lettenstich N von Langenberg                                        | Aufschluss                    | Welzheim                                      | 48° 52′ 30,4″ N, 9° 35′ 44,9″ O                           |      | Geologische Einheit: Stubensandstein |
| 3346                 | Sandgrube/Steinbruch NNE von Steinbruck                                                         | Aufschluss                    | Welzheim                                      | 48° 51′ 26,7″ N, 9° 35′ 19,1″ O                           |      | Geologische Einheit: Stubensandstein |
| 3347                 | Wasserfall des Edenbachs bei der Laufenmühle ca. 2500 m WNW von Welzheim                        | Wasserfall                    | Welzheim                                      | 48° 52′ 53,8″ N, 9° 36′ 20,5″ O                           |      | Geologische Einheit: Stubensandstein |
| 3348                 | Aufg. Sandgrube NW vom Stöckenhof im Wald                                                       | Aufschluss                    | Winnenden Gemarkung Bürg                      | 48° 53′ 33,6″ N, 9° 27′ 1,8″ O                            |      | Geologische Einheit: Stubensandstein |
| 3349                 | Aufg. Steinbruch S von Bürg E der Straße Baach-Bürg am N-Hang des Gießübel                      | Aufschluss                    | Winnenden Gemarkung Bürg                      | 48° 52′ 32″ N, 9° 26′ 9,2″ O                              |      | Geologische Einheit: Schilfsandstein |
| 3350                 | Aufg. Steinbruch S der Straße Bürg-Höfen                                                        | Aufschluss                    | Winnenden Gemarkung Höfen                     | 48° 52′ 32″ N, 9° 26′ 9,2″ O                              |      | Geologische Einheit: Schilfsandstein |